# Stanhopea quadricornis
Stanhopea quadricornis är en orkidéart som beskrevs av John Lindley. Stanhopea quadricornis ingår i släktet Stanhopea och familjen orkidéer.
Artens utbredningsområde är Colombia. Inga underarter finns listade i Catalogue of Life.